# France Gallová
France Gallová, rodným jménem Isabelle Geneviève Marie Anne Gall (9. října 1947 Paříž – 7. ledna 2018 Neuilly-sur-Seine), byla francouzská popová zpěvačka.
Svou pěveckou kariéru realizovala společně se svým mužem, kterým byl francouzský zpěvák-skladatel Michel Berger.

## Osobní a profesionální život
Narodila se do rodiny textaře Roberta Galla a Cécile Berthierové, která byla dcerou Paula Berthiera, spoluzakladatele společnosti Petits Chanteurs à la Croix de Bois. Na jaře 1963 natočila první demo snímek, který otec odeslal hudebnímu publicistovi Denisu Bourgeoisovi. Ten ji pozval do Théâtre des Champs-Élysées, kde před ním vystoupila a okamžitě si získala jeho sympatie. Následně podepsala první smlouvu s hudebním vydavatelstvím Philips Records.
První singl, který byl hrán v rozhlase, se jmenoval „Ne sois pas si bête“ (Nebuď tak hloupý). Poprvé zazněl na 16. narozeniny začínající zpěvačky. Vydán byl v listopadu a stal se hitem. Další singl „N'écoute pas les idoles“ napsaný Sergem Gainsbourgem, již dosáhl první příčky francouzské hitparády v březnu 1964.
Ve stejné době vystoupila poprvé živě před publikem v roli předskokanky Sachy Distela v Belgii. Poté začala spolupracovat s jeho manažerem a zároveň textařem Mauricem Tézém, který pro ní začal psát nové skladby. Další pro ni složil její otec a vzestup v 60. letech jí zajistila spolupráce s nejlepšími francouzskými skladateli a textaři jako byli Gérard Bourgeois, Jean-Pierre Bourtayre, Vline Buggy Pierre Cour, Joe Dassin, Jacques Datin, Pierre Delanoë, Jean Dréjac, Alain Goraguer, Hubert Giraud, Georges Liferman, Guy Magenta, Eddy Marnay, Jean-Michel Rivat, Jean-Max Rivière, Frank Thomas, Maurice Vidalin, André Popp, Gilles Thibaut a Jean Wiener.

### 1965
Na konci roku 1964 nahrála singl „Sacré Charlemagne“ věnovaný dětem, k němuž složil text její otec a hudbu George Liferman. Píseň se stala v roce 1965 hitem a bylo prodáno dva milióny kopií.

### Eurovize

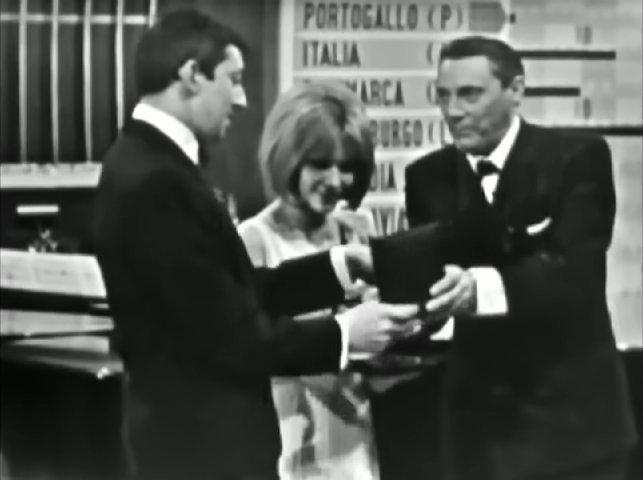
Zleva Serge Gainsbourg, France Gall a italský operní pěvec Mario del Monaco během Eurovize 1965, na které zpěvačka zvítězila s písní „Poupée de cire, poupée de son“

V roce 1965 byla vybrána, aby soutěžila za Lucembursko na Eurovision Song Contest. Z deseti navrhovaných skladeb si vybrala „Poupée de cire, poupée de son“ od Gainsbourga. 20. března vystoupila ve finále soutěže v italské Neapoli. Přestože její živý výkon nedosahoval nejvyšší úrovně, tak zaujala porotu natolik, že zvítězila. Úspěch jí zajistil známost i mimo Evropu a nahrávka „Poupée de cire, poupée de son“ byla vydána ve Francii, Západním Německu, Itálii a Japonsku.
Francouzská veřejnost jí vyčetla, že vítězství získala účastí za Lucembursko a nikoli za svou rodnou zemi. Poté se k tomuto úspěchu odmítala veřejně vyjadřovat a nechtěla zpívat vítěznou skladbu.

### Filmové účinkování
V roce 1966 se objevila ve filmu Viva Morandi, kde si zahrála malou roli La Grâce po boku Christine Lebailové. Ve snímku obě zpívaly. Roku 1972 dostala nabídku na hlavní ženskou roli ve filmu Poslední tango v Paříži režiséra Bernarda Bertolucciho, kterou ovšem odmítla.
V roce 1993 zvažovala filmovou nabídku od scenáristy Telsche Boormana. Projekt ovšem nebyl dokončen pro jeho úmrtí v roce 1996.

### Další kariéra
V roce 1966 vydala skladbu věnovanou synovi zastřeleného prezidenta USA Johnu F. Kennedymu mladšímu s názvem Bonsoir John John (tak se mu říkalo) a Gainsbourgovu další, provokativně dvojsmyslnou píseň Les sucettes (Lízátka). V roce 1968 přešla z vydavatelství Philips k La Compagnie a v roce 1971 se stala první francouzskym umělcem, který nahrával u Atlantic Records, a to dva singly C'est cela l'amour a Chasse neige.
Od roku 1970 pravidelně navštěvovala Senegal a v roce 1990 si koupila usedlost na ostrůvku N'Gor blízko Dakaru.
Provdala se 22. června 1976 za hudebníka Michela Bergera, se kterým spolupracovala po řadu let i profesionálně. Měli spolu dvě děti.
V roce 1979 začala vystupovat v nové rockové opeře Starmania, kterou složil její manžel na text québeckého autora Luca Plamondona.
V roce 1987 a 1988 zaznamenal úspěch její singl Ella, elle l'a z alba Babacar, který se umístil v hitparádách několika zemí na prvním místě. Jednalo se o Bergerovu poctu americké jazzové zpěvačce Elle Fitzgeraldové.
Dne 2. srpna 1992 její manžel ve věku 44 let nečekaně podlehl infarktu myokardu. Tím byly narušeny přípravy koncertního turné k projektu nazvaného Double Jeu. Smrt manžela a dvorního skladatele v jedné osobě zpěvačku velmi zasáhla. Nadto jí byla osm měsíců po Bergerově smrti diagnostikována rakovina prsu, kterou se podařilo vyléčit. Poté nahrála dvě živá alba, avšak do jejího života opět zasáhla tragická událost v podobě úmrtí dcery Pauline, která ve věku 19 let v roce 1997 podlehla komplikacím spojeným s cystickou fibrózou.
V roce 2004 poskytla tehdy sedmapadesátiletá Gallová interview, ve kterém působila na jedné straně skromně a křehce, avšak současně v sobě nezapřela umělkyni, poněvadž po celou dobu jeho trvání živě gestikulovala. Taktéž by jí málokdo odhadoval její skutečný věk. Později se jí vrátila rakovina. V prosinci 2017 byla hospitalizována v kvůli těžké infekci, a to v Americké nemocnici v Paříži, jež je významnou soukromou nemocnicí sídlící ve městě Neuilly-sur-Seine. Vyhlídky na její uzdravení byly minimální a zde také 7. ledna 2018 umírá. Pohřbena je na pařížském hřbitově Cimetière de Montmartre.

## Diskografie

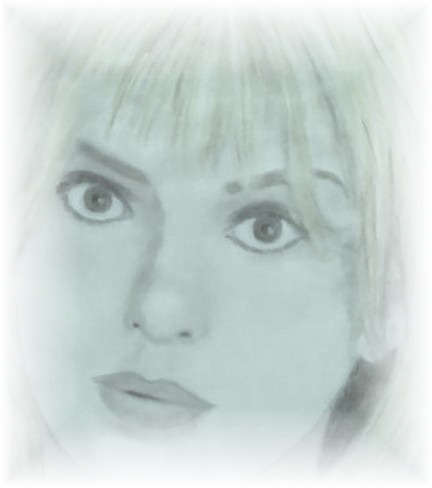
France Gall

### Alba
- Les Sucettes (1965)
- Baby Pop (1966)
- 1968 (1967)
- France Gall (6. ledna 1976)
- Dancing disco (27. dubna 1977)
- France Gall Live (live album, 9. listopadu 1978)
- Starmania (různí umělci) (16. října 1978)
- Paris, France (19. května 1980)
- Tout pour la musique (10. prosince 1981)
- Palais des Sports  (live album, 4. listopadu 1982)
- Débranche (2 April 1984)
- France Gall au Zénith (live album, 4. února 1985)
- Babacar (19. února 1987)
- Le Tour de France 88 (live album, 7. listopadu 1988)
- Double jeu (spolu s Michelem Bergerem, 12. června 1992)
- Simple je (Débranchée à Bercy 93) (live album, 29. října 1993)
- Simple je (Rebranchée à Bercy 93) (live album, 28. ledna 1994)
- Pleyel (live album, nahráno 1994, vydáno v prosinci 2005)
- France (29. března 1996)
- Concert public (live, Olympia 1996) & Concert privé (TV akustický koncert M6 1997) (24. dubna 1997)
- Best of France Gall (kompilace, 15. června 2004)
- Évidemment (kompilace, 7. října 2004)

### Singly
- říjen 1963 – Ne sois pas si bête
- 1964 – N'écoute pas les idoles
- 1964 – Jazz à gogo
- 1964 – Laisse tomber les filles
- 1964 – Sacré Charlemagne
- 1965 – Poupée de cire, poupée de son
- 1965 – Attends ou va-t'en
- 1965 – Nous ne sommes pas des anges
- 1966 – Baby pop
- 1966 – Les sucettes
- 1967 – Néfertiti
- 1967 – Bébé requin
- 1967 – Toi que je veux
- 1968 – Le Temps du tempo
- 1968 – Y'a du soleil à vendre
- 1968 – 24 / 36
- 1969 – Homme tout petit
- 1969 – Les Années folles
- 1969 – Baci, baci, baci
- 1970 – Zozoï
- 1970 – Les Éléphants
- 1971 – C'est cela l'amour
- 1971 – Chasse neige
- 1972 – Frankenstein
- 1972 – 5 minutes d'amour
- 1973 – Plus haut que moi
- 1973 – Par Plaisir
- květen 1974 – La Déclaration d'amour
- říjen 1974 – Mais, aime la
- 1975 – Comment lui dire
- duben 1976 – Ce soir je ne dors pas
- červen 1976 – Ça balance pas mal à Paris
- květen 1977 – Musique
- říjen 1977 – Si, maman si
- leden 1978 – Le meilleur de soi-même
- březen 1978 – Viens je t'emmène
- leden 1979 – Besoin d'amour
- červen 1980 – Il jouait du piano debout
- říjen 1980 – Bébé, comme la vie
- říjen 1980 – Donner pour donner (duet s Eltonem Johnem)
- 1981 – Tout pour la musique
- 1981 – Résiste
- květen 1981 – Amor También
- 6. dubna 1984 – Débranche
- 17. září 1984 – Hong Kong Star
- 4. února 1984 – Calypso
- 20. května 1984 – Cézanne peint
- 3. dubna 1987 – Babacar, FR #11 GER #14
- 24. srpna 1987 – Ella, elle l'a, FR #2 GER #1 NL #38
- 7. března 1988 – Évidemment
- 12. září 1988 – Papillon de nuit
- 20. března 1989 – La chanson d'Azima
- 29. května 1992 – Laissez passez les rêves
- 12. října 1992 – Superficiel et léger
- 15. ledna 1993 – Les élans du coeur
- 6. května 1993 – Mademoiselle Chang (live)
- 5. listopadu 1993 – Si, maman (live)
- prosinec 1993 – Il jouait du piano debout (live)
- 2. února 1994 – La négresse blonde (live)
- 15. března 1994 – Paradis Blanc (live)
- 14. listopadu 1994 – Les princes des villes
- 15. března 1996 – Plus haut
- 5. listopadu 1996 – Privée d'amour
- 25. října 1996 – Message personnel
- 14. února 1997 – Résiste (remix)
- 15. května 1997 – Attends ou va-t'en (live)
- 2004 – Zozoï
- 20. srpna 2004 – La seule chose qui compte